# Алегория
Алегорията (от гръцки говоря публично) е начин преносно да се изрази смисъл, различен или допълващ буквалния. Обикновено под алегория се разбира реторична фигура на речта, но това не е задължително – алегория може да се съдържа и в изобразителното изкуство, скулптурата и други изкуства, където се приближава до символа и персонификацията.
В художествената литература алегорията е широко използван творчески похват, който се основава на съпоставимостта между две прояви, едната от които с отвлечен идеен смисъл, а другата – конкретен. Алегория е похват, в който се казва едно, а се разбира друго.
Въпреки че е сходна с други реторични сравнения, алегорията бива по-трайна и обхватна от метафората, а също така разчита на въображението за разлика от аналогията, която се опира на логиката и разсъдливостта.
Например в баснята на Стоян Михайловски „Секира и търнокоп“ лъскавата секира и ръждясалият търнокоп иносказателно представят обобщените образи на трудолюбивия и ленивия човек.
Примери за кратки алегории с нравоучителен и възпитателен характер са баснята, притчата и параболата.
Дума или израз, в който се говори едно, а се разбира друго. Изразяване на отвлечено понятие с конкретен образ, ето един пример: Скелет въоръжен с коса е алегория на смъртта. (Коса тук не означава коса на човек, а инструмент за косене на трева).